# Dymorphocosmisoma diversicornis
Dymorphocosmisoma diversicornis là một loài bọ cánh cứng trong họ Cerambycidae.